# Bartolomé Flaquer
Bartolomé Flaquer (Artá, Baleares, 18 de junio de 1912 - Palma de Mallorca, 10 de enero de 1986) fue un ciclista español que corrió entre 1932 y 1946. Combinó el ciclismo en pista con la ruta. 
Iniciado en el ciclismo a los 12 años, en su palmarés destaca una victoria de etapa a la Vuelta a Cataluña de 1941 y varios campeonatos baleares de ciclismo en pista y en ruta.
Posteriormente fue director del velódromo de Tirador, seleccionador del equipo de Baleares y presidente del Club Ciclista Palma.

## Palmarés
1931
- Campeón de las Baleares en ruta
- Campeón de las Baleares en pista

1932
- Campeón de las Baleares en pista
- Vencedor de una etapa a la Vuelta a Mallorca

1935
- Campeón de las Baleares en ruta
- 1º en el Critèrium de Asnos

1936
- Campeón de las Baleares en pista

1938
- Campeón de las Baleares en pista

1940
- Campeón de las Baleares en ruta
- Vencedor de una etapa a la Vuelta a Mallorca
- Vencedor de una etapa al Circuito del Norte

1941
- 1 etapa en la Volta a Cataluña

1943
- Campeón de las Baleares en pista

1944
- Campeón de las Baleares en pista

### Resultados a la Vuelta en España
- 1936. Abandona